# Conquista de Gallaecia
La Conquista de Gallaecia fueron dos intentos exitosos de conquistar la remota región del noroeste de Hispania conocida como Gallaecia habitada por pueblos celtas como los galaicos. Se divide en dos fases: una realizada por los militares Décimo Junio Bruto Galaico y Julio César durante las guerras lusitanas y otra por recién nombrado emperador Augusto durante las guerras cantabras.

## Biografía
Décimo Junio Bruto Galaico

### Primera fase
En el 197 a. C. a Décimo Junio Bruto le fue asignada la provincia de Hispania Ulterior, a donde se dirigió ese mismo año. Allí eliminó lo que quedaba de la resistencia lusitana al mando de Táutalo, sucesor de Viriato. A los veteranos romanos de estas victorias cedería tierras en la Ciudad de los Valientes, Valentia Edetanorum (la actual Valencia), próxima a la, en aquellos tiempos, pujante Sagunto.
Como todavía en Lusitania continuaban las acciones de grupos de bandidos, asoló el territorio, ocupó numerosas ciudades y llegó hasta el río que denominaron Lethe, ya que decían que aquel era el mítico río Lethes, el río del olvido, y que si lo cruzaban olvidarían su propia identidad e incluso su patria. Décimo Junio Bruto, agarrando el estandarte de la legión, cruzó el río y llamó uno a uno y por su nombre a sus soldados, para convencerlos de que no había olvidado nada y poder proseguir la campaña.
Desde allí, avanzaron hasta el Minius, el cual cruzaron y siguieron su marcha hasta que llegaron a la costa, donde los romanos vieron con asombro la puesta de sol en el mar. Después sometió a numerosas tribus como los brácaros y a los galaicos, que habían venido en la ayuda de sus vecinos, con un ejército de sesenta mil hombres, y fue esta victoria la que le valió el apodo de Galaico.
En el año 60 a. C. el general Cayo Julio César será el quien continúe esta fase de conquista al frente de las embarcaciones que partiendo desde la ciudad de Gades (Cádiz) siguiendo la ruta del estaño hasta el puerto de Brigantium, en el golfo ártabro, uno de los principales pilares del comercio de los metales.
Tras el desembarco en Brigantium, prosiguió por el interior del territorio estableciendo acuerdos de hospitalidad con los pueblos que aceptaban la alianza, y optando por la fuerza militar contra aquellos pueblos que no aceptaban la conquista romana.

### Segunda fase
Tras la marcha de Julio César continuó la rebelión de muchos pueblos y se produce así la campaña militar definitiva para someter el noroeste de la península al Imperio Romano. La campaña de César Augusto, primer emperador romano, se produjo entre el año 25 a. C. y el año 19 a. C..
Al finalizar las guerras cántabras con la intervención del general Agripa se dio paso a la “pax romana” en el Imperio, aunque los territorios del noroeste fueron considerados durante varias décadas una región no pacíficada y por tanto bajo una presencia y vigilancia militar constante.
Entre los años 27 y 14 a. C. el emperador César Augusto reformó la división de las dos provincias romanas de Hispania existentes hasta ese momento: la provincia Citerior (con capital en Cartago Nova) y la provincia Ulterior (con capital en Corduba). Augusto divide la provincia Ulterior en dos nuevas provincias: Bética (con capital en Corduba) y Lusitania (con capital en Augusta Emerita). También le cambió el nombre a la provincia Citerior, que pasará a llamarse Tarraconense (con capital en Tarraco).